# Behåll oss vid ditt rena ord
Behåll oss vid ditt rena ord är en tysk psalm, Ach, bleib bey uns HERR JEsu skriven 1571 av Nikolaus Selnecker, översatt av Jesper Swedberg 1694 till en psalm med titelraden "Ack, bliv hos oss, o Jesu Krist". Enligt 1937 års psalmbok var första versen skriven omkring 1540 av Philipp Melanchthon. Karl-Gustaf Hildebrand bearbetade texten 1984. Han förkortade psalmen från nio till tre verser. Hans version ingår i 1986 års psalmbok.
Inledningsorden 1695 är:
Ach! blif hos oss o JEsu Christ
En afton är nu kommen wist
I 1697 års koralbok och 1939 års koralbok används samma melodi som till psalmen Så är fullkomnat, Jesus kär (1695, nr 160) som är svensk och från 1697. I Den svenska psalmboken 1986 används en melodi av Martin Luther från 1542 som används för O Gud, behåll oss vid ditt ord (1695, nr 295).

## Publicerad i
- 1695 års psalmbok som nr 229 under rubriken "Om Gudz Ord och Församling".
- 1819 års psalmbok som nr 120 med titelraden "Ack, bliv hos oss, o Jesu Krist", under rubriken "Jesu andliga världsregering och vård om sin stridande församling".
- Nya Pilgrimssånger 1892 v. 8-9  som nr 404 med inledningen "Ditt ord är i vår nöd och sorg" under rubriken "Samlingssånger. Före och efter ordets predikan."
- Metodistkyrkans psalmbok 1896 som nr 190 under rubriken "Den Helige Ande".
- Sionstoner 1935 som nr 256, v.8-9 med titeln "Ditt ord är i vår nöd och sorg" under rubriken "Nådens medel: Ordet".
- 1937 års psalmbok som nr 175 med titelraden "Ack, bliv hos oss, o Jesu Krist" under rubriken "Ordet".
- Den svenska psalmboken 1986 som nr 373 under rubriken "Ordet".
- Finlandssvenska psalmboken 1986 som nr 158 med titelraden "Förbliv hos oss, o Jesus Krist" under rubriken "Kristi kyrka".
- Lova Herren 1988 som nr 542 med titelraden "Ack, bliv hos oss, o Jesu Krist" (via titelraden "Förbliv hos oss, o Jesus Krist") under rubriken "Guds barn i bön och efterföljelse".